# Nordeste (Azores)
Nordeste (Portugués para el noreste por to tanto la parte de la isla) es una ciudad en la parte del noreste de la isla de San Miguel en las Azores, cuya población es de 5291 habitantes (2001).
Nordeste está situado al este de Ponta Delgada y noreste de Furnas. Un camino que conecta Ponta Delgada y Nordeste en noroeste con Furnas. La fuente principal de la industria es agricultura y pesca mientras que algunos negocios están en el centro de la ciudad.
Povoação tiene una escuela, un liceo, un gimnasio, los bancos, un correos, un puerto pequeño y una plaza (praça).

## Población
Las 9 parroquias de Povoação incluyen:
| Parroquia                    | Población | Área               | Densidad | Altitud       | Localización                         |
| ---------------------------- | --------- | ------------------ | -------- | ------------- | ------------------------------------ |
| Achada                       | 503       | 11,19 km²/1 119 ha | 45/km²   | 116 m         | 37 N 25 W                            |
| Achadinha                    | 561       | 13,86 km²1 386 ha  | 40.5/km² | 84 m          | 37.85 (37°51') N 25.2833 (25°17') W  |
| Algarvia                     | -         | -                  | -        | 212 m         | 37.85 (37°51') N 25.233 (25°14') W   |
| Lomba da Fazenda             | 885       | 14,83 km²/1,483 ha | 59.7/km² | -             | -                                    |
| Nordeste                     | 1383      | 21.03 km²/2 103 ha | 65,8/km² | 179 m         | 37.833 (37°50') N 25.1667 (25°16') W |
| Salga                        | 550       | 8,55 km²/855 ha    | 64,3/km² | 1 m (zentrum) | 37,85 (37°51') N 25,3 (25°18') W     |
| Santana                      | 449       | 7,32 km²/732 ha    | 61,3/km² | -             | -                                    |
| Santo António de Nordestinho | -         | -                  | -        | -             | -                                    |
| São Pedro de Nordestinho     | -         | -                  | -        | 462 m         | 37.85 (37°51') N 25.2 (25°12') W     |

## Geografía
| Noroeste: Océano Atlántico | Norte: Povoação       |                        |
| Oeste: Ribeira Grande      |                       | Este: Océano Atlántico |
|                            | Sur: Océano Atlántico |                        |